# غودزيلا: ملك الوحوش
غودزيلا: ملك الوحوش (بالإنجليزية: Godzilla: King of the Monsters) هو فيلم وحوش وخيال علمي أمريكي صدر سنة 2019، وقام بإخراجه مايكل دورتي. وهو عبارة عن تتمة لفيلم غودزيلا (2014). الفيلم من بطولة كل من فيرا فارميغا، وكين واتانابي، وسالي هوكينز، وكايل تشاندلر، وميلي بوبي براون، وبرادلي ويتفورد، وتوماس ميدلديتش، وتشارلز دانس، وأوشيا جاكسون جونيور، وعائشة هيندز، وزانج زيي.
بدأ التصوير الرئيسي للفيلم في يونيو 2017 بأتلانتا بولاية جورجيا وانتهى في سبتمبر من نفس السنة. تراوحت ميزانية الفيلم مابين 170 و200 مليون دولار، فيما جمع إيرادات تبلغ 385.8 مليون دولار.

## قصة الفيلم
يتابع الفيلم الجهود الحثيثة التي تقوم بها إحدى الجمعيات السرية المعنية بالحيوانات (مونارك) حينما تتواجه وجهًا لوجه مجموعة من الوحوش الضخمة بما فيهم الديناصور الهائل غودزيلا الذي يواجه كينغ غيدروا ذو الرؤوس الثلاثة، مما يترك البشرية أمام مصير مجهول.

## طاقم التمثيل
- كايل تشاندلر بدور الدكتور مارك راسل.
- فيرا فارميغا بدور الدكتورة إيما راسل.
- كين واتانابي بدور الدكتور إيشيرو سيريزاوا.
- سالي هوكينز بدور الدكتورة فيفيان غراهام.
- ميلي بوبي براون بدور ماديسون راسل.
- توماس ميدلديتش بدور الدكتور سام كولمان.
- برادلي ويتفورد بدور الدكتور برادلي ستانتون.
- تشارلز دانس بدور آلان جونا.
- أوشيا جاكسون جونيور بدور جاكسون بارنز.
- عائشة هيندز بدور العقيد دايان فوستر.
- زانج زيي بدور الدكتورة إيلين شين.

## الاستقبال النقدي
حصل الفيلم على نسبة إقبال هي 41 بالمئة بناء على 313 مراجعة على موقع الطماطم الفاسدة بمتوسط 10/5.16. أما على موقع ميتاكريتيك فقد حصل الفيلم على معدل 48 من مئة بناء على 46 مراجعة.

## شباك التذاكر
جنى الفيلم 110.4 مليون دولار في الولايات المتحدة وكندا، و 275.4 مليون دولار في باقي مناطق العالم ليصبح مجموع ما جمعه في جميع أنحاء العالم 385.8 مليون دولار مع ميزانية تتتراوح بين 170 و200 مليون دولار.

## وصلات خارجية
- غودزيلا: ملك الوحوش على موقع IMDb (الإنجليزية)
- غودزيلا: ملك الوحوش على موقع ميتاكريتيك (الإنجليزية)
- غودزيلا: ملك الوحوش على موقع روتن توميتوز (الإنجليزية)
- غودزيلا: ملك الوحوش على موقع نتفليكس (الإنجليزية)
- غودزيلا: ملك الوحوش على موقع قاعدة بيانات الأفلام العربية
- غودزيلا: ملك الوحوش على موقع ألو سيني (الفرنسية)
- غودزيلا: ملك الوحوش على موقع Turner Classic Movies (الإنجليزية)
- غودزيلا: ملك الوحوش على موقع أول موفي (الإنجليزية)
- غودزيلا: ملك الوحوش على موقع بوكس أوفيس موجو (الإنجليزية)
- غودزيلا: ملك الوحوش على موقع فيلمافينيتي (الإسبانية)